# تشي يي

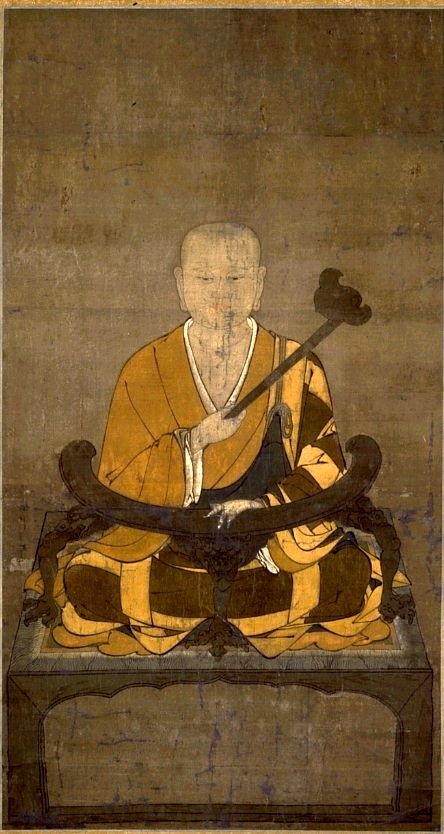
لوحة لراهب الشرامانا تشي يي

عادةً ما يُعرف تشي يي ((بالصينية: 智顗; البينيين: zhì yǐ; ويد–جيلز: Chih-I)) (538-597 ميلاديًا) بالبطريرك الرابع، ويُعد أيضًا مؤسس مذهب الـتيانتاي وهو إحدى مدارس الـبوذية في الصين، حيث كان لقبه الأساسي هو الـشرامانا تشي يي (بالصينية: 沙門智顗) (وهم نوع من الرهبان الذين يمارسون طقوس الزهد)، الأمر الذي يجعله على صلة بتقاليد الزهد والتقشف الهندية واسعة الانتشار، ويشتهر تشي يي بأنه الراهب الأول في تاريخ البوذية الصينية الذي يقوم بشرح وتوضيح تعاليم البوذية شرحًا كاملاً ونقديًا بأسلوبٍ منهجي، ويُعد أيضًا الأول من بين أعلام المدرسة البوذية الذي ينفصل عن التقاليد الهندية مؤسسًا لمدرسةٍ صينيةٍ خالصة.

## السيرة الذاتية
وُلِدَ تشي يي باسم عائلة «تشن» (陳) في حي هوارونغ بولاية جينج (荊州華容). ترك منزله في عمر الثامنة عشرة بعد وفاة والديه وسقوط مدينة جاينجلينج، مسقط رأسه، في قبضة جيش غرب وي عندما كان عمره سبعة عشر عامًا. كان لمعلمه الأول نانيو هويسي (515-577 ميلاديًا) الأثر الأعظم والأهم في حياة تشي يي عندما كان في الثالثة والعشرين من عمره، حيث كان هويسي مُعلمًا للتأمل، وسوف يصبح فيما بعد الأصل الذي تفرع عنه مذهب التيانتاي عند تشي يي.
بعد فترة من الدراسة مع المعلم هويسي، عمل تشي يي لبعض الوقت في العاصمة الجنوبية جينلينج (بالصينية 金陵). في عام 575 ميلاديًا، رحل إلى جبل تيانتاي من أجل تلقي دراسة مكثفة وممارسة مع مجموعة من التلاميذ الآخرين. في هذا المكان، عمل تشي يي على تطوير مبادئ التأمل الهندية الخاصة بمهارات الشاماثا والفيباسانا (تترجم إلى «تشي» بمعنى «التوقف» و«جوان» بمعنى «التأمل») إلى نظام معقد من ممارسات «تهذيب الذات» التي مزجت بين طقوس تعبدية وشعائر الاعتراف بالخطيئة والتوبة.
في عام 585 ميلاديًا، عاد تشي يي إلى العاصمة جينلينج حيث أكمل أعماله التفسيرية البارزة وهي «لوتس سوترا» (Lotus Sutra) أي «الاعتقاد الحق»، و«فاهوا وينتشو» (Fahua wenzhu) أي «كلمات وعبارات اللوتس سوترا» (587 ميلاديًا)، و«فاهوا زواني» (Fahua xuanyi) أي «المعنى العميق للوتس سوترا» (593 ميلاديًا).
ويرى تشابيل (1987: ص.&nbsp؛247) أنّ تشي يي: «...قَدَّمَ إطارًا دينيًا بدى أنه يلائم ثقافاتٍ أخرى لكي يطور ممارسات جديدة وأيضًا لكي يجعل من البوذية ديانةً عالمية.»
وقد عاصر تشي يي الراهب بوديدارما  إلا أنه على النقيض من بوديدارما، تمتع تشي يي بالرعاية الملكية.

## أعمال هامة
يوضح (Rujun Wu) روجون وو (1993: ص.&nbsp؛1) Great Concentration and Insight (摩訶止観 Mohe Zhiguan) أنّ أعمال تشي يي هي النصوص الأصلية لمدرسة التيانتاي البوذية.
ومن أهم أعمال تشي يي كتاب Great Concentration and Insight (摩訶止観 Mohe Zhiguan) وليومياو فامين (Liumiao Famen) أي «بوابات دارما الست للذات العليا» وWords and Phrases of the Lotus Sutra (法華文句 Fahua Wenzhu)، وProfound Meaning of the Lotus Sutra (法華玄義 Fahua Xuanyi) ويوجد الآن حوالي ثلاثين كتابًا من الأعمال المنسوبة إلى تشي يي (على الرغم من احتمالية كتابة تلاميذه للعديد منها).

## السماديات الأربعة
طوَّرَ تشي يي منهجًا من الممارسة قام بتلخيصها في «السماديات الأربعة» (السمادي هو حالة من التأمل العميق) (بالصينية: 四種三昧 ؛ Wade-Giles: ؟)، وقد قام بشرحها في كتابه بعنوان «موهي تشي جوان» أي «التهدئة العظمى والتأمل» (بالصينية: 摩訶止観، وباليابانية: ماكاشيكان، ويعد كتاب موهي تشي جوان رائعة أعمال تشي يي، حيث توَّجَ نضجه الفكري ويُعد «التلخيص الأكبر» (ص.&nbsp؛2) للتقاليد البوذية بناءً على تجربته وفهمه الشخصي في ذلك الوقت، وقد تم تجميع نص كتاب موهي تشي جوان وتنقيحه من المحاضرات التي أعطاها تشي يي عام 594 ميلاديًا في العاصمة «تشن-لينج» (جينلينج) ويُعد خلاصة تجربته الشخصية في جبل «تيانتاي» حوالي عام 585 ميلاديًا وما توصل إليه حتى هذه المرحلة، وبتحليل العنوان نجد أنّ «تشي» تشير إلى «التأمل والتركيز وحالة السكينة التي تنتج عنهما» (ص.&nbsp؛4) بينما تشير «جوان» إلى «التأمل والتفكر والحكمة المكتسبة منهما» (ص.&nbsp؛4)، ويرى سوانسون أن تشي يي قد ميَّزَ بين نوعين من الـ «تشي جوان»: الأول هو التأمل في وضع الجلوس (坐)، والثاني هو «الاستجابة للأشياء وفقًا للظروف» (歴縁対境)، والذي تم تفسيره بشكلٍ أوضح على أنه البقاء في حالة طبيعية من هدوء العقل وبصيرته تحت كل الظروف وأثناء كل النشاطات.
ويوضح سوانسون أنّ تشي يي في كتاب موهي تشي جوان:

...انتقد التركيز غير المتوازن على «التأمل وحده» الذي يصوره على أنه نظرية وممارسة «متطرفة»، وأنه قدم حلاً بديلاً في ثنائية الـ «تشن جوان» (止観) بمعنى (تهدئة/توقف
والبصيرة/التأمل، شاماثا-فيباسانا) كمصطلحٍ أكثر شمولية للممارسة البوذية.

«سمادي الممارسة الواحدة» (بالسنسكريتية إيكافايوها سمادي، وبالصينية 一行三昧) والمعروف أيضًا باسـم «سمـادي الوحدانية» أو «الهدوء الذي يدرك الفرد خلاله أن جميع الدارما (الحقائق) في النهاية متشابهة» (وينج سيت تشان)، وهو واحدٌ من السماديات الأربعة التي تنقح وتحدد الطريق وتؤهل لحالة التنوير الكامل التي تم تفسيرها في كتاب موهي تشي جوان، وفيما بعد، استخدم داو سين مصطلح «سمـادي الوحدانية».
السماديات الأربعة:
- "سمادي الجلوس المتواصل‘ (بالصينية: 常坐三昧) أو "سمادي الجولة الواحدة" (بالصينية: 一行三昧)،
- ’براتيوتبانا سمادي" (بالصينية: 般舟三昧) أو "السمادي المطول" أو "سمادي السير المتواصل" (بالصينية: 常行三昧)،
- «سمادي نصف سير-نصف جلوس» (بالصينية: 半行半坐三昧)،
- «سمادي الإرادة الحـرة» (بالصينية: 隨自意三昧) أو «سمادي عدم المشي والجلوس» (بالصينية: 非行非坐三昧).

## الفترات الخمس لتعاليم بوذا
وَرَدَ في مذهب التيانتاي أن بــوذا قام بنشر تعاليمه على خمس فترات (باليابانية جو-جي)، [ووفقًا لمذهب التيانتاي] كانت الفترات الخمس لتعاليم بوذا على النحو التالي:
1) فترة إكليل الزهرة - وتم تدريسها مباشرةً بعد حصول بوذا على التنوير واستمرت لثلاثة أسابيع.
2) فترة الأجاما وتعني «موطن الحقيقة المطلقة» - وتم تدريسها في «سارناث» أو «حديقة الغزلان» واستمرت اثني عشر عامًا.
3) فترة الصواب والمساواة - واستمرت ثماني سنوات.
4) فتــرة الحكــمة - واستمرت لمدة اثنين وعشرين عامًا.
5) فترة اللوتس والنيرفانا - واستمرت ثماني سنوات.

## ثلاثة آلاف عَالَمٍ في لحظةٍ واحدة من الحياة
قامت مدرسة التيانتاي بتعليم مبدأ ’ثلاثة آلاف عالم في لحظة فكرٍ واحدة‘ (一念三千) (باليابانية إتشينين سانزين) في ’البصيرة والتركيز العظيمان‘ القائم على حكمة الـلوتس سوترا، ويأتي العدد «ثلاثة آلاف» من العوالِم العشر مضروبة في عشرة [بسبب الملكية المتبادلة للعوالم العشرة] فتكون الحصيلة مائة، مضروبة في عشرة [وهي العوامل العشرة الواردة في الفصل الثاني من كتاب لوتس سوترا] فتكون الحصيلة ألفًا، مضروبة في ثلاثة [وهي العوالم الثلاثة للوجود وهم: الذات والآخر والبيئة] فتكون الحصيلة النهائية ثلاثة آلاف عالم.
ويرد في المجلد الخامس «للبصيرة والتركيز العظيمين» أنّ: «الحياة في كل لحظة تُمْنَح عشرة عوالم، وفي الوقت نفسه كل عالم من العوالم العشرة يُمنح العوالم العشرة كلها؛ لذلك أي كائن حي يمتلك في حقيقة الأمر مائة عالم، ويمتلك كل عالم من هذه العوالم بدوره ثلاثين عالمًا آخرين، الأمر الذي يعني أن في العوالم المائة يوجد ثلاثة آلاف عالم، وكل عوالم الوجود هذه تكون مكنونة في لحظة واحدة من الحياة، فإذا انعدمت الحياة ينتهي الأمر، ولكن مع وجود أبسط قدرٍ من الحياة يتواصل وجود الثلاثة آلاف عالم... هذا ما نعنيه حين نتحدث عن ’المنطقة المبهمة‘ أو ’المنطقة التي لا يُسبر غورها‘.»